# Carlos Dudek
Carlos Dudek, bürgerlich Wilhelm Julius Carl Dudek (* 5. September 1910 in Essen-Stoppenberg; † 23. Februar 1992 in München), war ein deutscher Architekt.

## Leben und Werk
Carlos Dudek wurde 1910 in Stoppenberg (Essen) geboren. 1935 bestand er in Hamburg die Prüfung zum Diplom-Volkswirt, zwei Jahre später wurde er als Architekt Mitglied der Reichskammer der Bildenden Künste. Der Künstlername Carlos Dudek wurde ihm 1954 als offizielles Pseudonym amtlich genehmigt.
Bekannt wurde er nach dem Zweiten Weltkrieg als Innenarchitekt beim Neu- und Wiederaufbau zahlreicher Kinos und Theater, bei dem er meist die Innenausstattung mit Lichtinszenierungen, Wasserorgeln und farbenfrohen Möbeln konzipierte. Er arbeitete für verschiedene Kinogesellschaften und Filmverleihe, die ihre Lichtspielhäuser wieder aufbauten, renovierten oder ganz neu errichteten. Dazu zählten in Hamburg das Tivoli (1949), die Urania-Filmbühne (1951) und die Kleine Komödie (1953). Nach seinem Umzug nach München gestaltete er verschiedene Gloria-Filmstudios und Filmtheater, unter anderem in München (Gloria-Filmpalast in Laim, 1955) und Frankfurt am Main. Sein 1953 errichtetes Filmhaus in der Spitalerstraße besitzt auf seinem Dach den ersten Hubschrauberlandeplatz im Hamburger Stadtzentrum. 1948 war er beim Wiederaufbau der Lichtburg in seiner Heimatstadt Essen tätig.
Ab 1948 war Carlos Dudek als Architekt für die Junge Film Union von Rolf Meyer tätig, die nach ersten Produktionen in einer Gaststätte ab 1948 Gebäude in Bendestorf errichten ließ. Für seine Zeit als bemerkenswert gilt die 1950 von Dudek entworfene Atelierhalle der Filmstudios mit rund 1000 Quadratmeter Grundfläche.
Dudek baute in den 1950er Jahren für Filmleute, Filmstars und Industrielle Wohnhäuser, Villen, Landhäuser und Feriensitze inner- und außerhalb Deutschlands. Auftraggeber waren beispielsweise Aenne Burda, Gert-Rudolf Flick, Willy Messerschmitt, Hans-Günther Sohl oder der Industrielle Carl Adolf Vogel. Dudek starb 1992 im Alter von 81 Jahren in München.